# Јован Шљиванчанин
Јован Шљиванчанин (СРЈ, 8. март 1994) црногорски је фудбалер. Игра на позицији нападача. Играч је црногорског прволигаша Бокеља из Котора, раније је играо у Рудару. У лето 2014. године прешао је из Рудара у Бокељ. Наступао је у пет утакмица квалификација за Лигу Европе и дресу Рудара.